# أماوري إيسكوتو
أماوري إيسكوتو (بالإسبانية: Amaury Escoto)‏ (30 نوفمبر 1992 بسابوبان في المكسيك - ) هو لاعب كرة قدم مكسيكي في مركز الوسط. لعب مع تايجرز أونال ونادي كيريتارو.

## روابط خارجية
- أماوري إيسكوتو على موقع إي إس بي إن إف سي (الإنجليزية)
- أماوري إيسكوتو على موقع قاعدة بيانات كرة القدم.إي يو (الإنجليزية)
- أماوري إيسكوتو على موقع Soccerway.com (الإنجليزية)
- أماوري إيسكوتو على موقع AS.com (الإسبانية)